# Saftstation
En saftstation er en fabriksenhed som er et led i processen med at omdanne sukkerroer til sukker.
Saftstationen modtager roerne, vasker dem, snitter dem og ved hjælp af et diffusionsapparat vasker sukkerstoffet ud af roerne. Væsken med det udvaskede sukker har på dette trin i processen et sukkerindhold på ca. 15% og kaldes tyndsaften.
Inden tyndsaften sendes til videre forarbejdning på selve sukkerfabrikken, renses den for urenheder gennem flere processer.
Da sukkerproduktionen er kompliceret og energikrævende, må den enkelte sukkerfabrik være relativ stor og dække et stort dyrkningsområde for at være rentabel. En sukkerfabrik har derfor ofte flere saftstationer tilknyttet, disse ligger strategisk rundt om sukkerfabrikken.
Assens Sukkerfabrik havde således saftstationer i Salbrovad, Haarby og Kolding - udover den der lå ved selve fabrikken. Transporten af tyndsaft fra Salbrovad og Haarby skete via rørledninger hvor tyndsaften blev pumpet igennem og fra Kolding blev den transporteret med skib. Der var i alt 36 km rørledninger til Assens Sukkerfabrik.
Nakskov Sukkerfabrik havde saftstationer i Græshave, Horslunde, Majbølle, Stokkemarke og Vesterborg, mens Stege Sukkerfabrik havde flere tilknyttet; i hhv. Damme, Damsholte, Mern, Ny Borre og Pollerup. Mern Saftstation var i brug frem til 1976 som den sidste saftstation i Danmark.
I Sverige har der eksisteret fire saftstationer i hhv. Eslöv, Gärsnäs, Teckomatorp, Klågerup og Ängelholm.